# Museo de Teatros Infantiles
Museo de Teatros Infantiles (en ruso: Музей детских театров) es un antiguo museo en Moscú, que existió desde 1981 hasta 2003. Sus exhibiciones se asociaron con la historia del teatro de espectadores joven ruso. Desde 2008, se ha abierto como un departamento de teatros para niños y títeres del AA Bakhrushin State Central Theatre Museum.

## Historia
El Museo del Teatro de Jóvenes Espectadores se inauguró en 1981 en el número 12 de la Calle del Ejército Soviético, Moscú. A principios de la década de 2000, el museo tenía más de 32.000 artículos almacenados. Su exposición principal estaba asociada con los nombres de las principales figuras del teatro ruso y reflejaba la diversidad de los teatros infantiles en Rusia.
En los fondos del museo se encontraban obras de arte teatral-decorativo y decorativo-aplicado, muñecos de teatro, disfraces y carteles. Entre las exhibiciones se encontraban monumentos y archivos de figuras culturales asociadas con el teatro infantil, como Robert Falk, Michael Chekhov, Samuil Marshak, Natalya Sats, Sergey Obraztsov y V. A. Sperantova. De particular valor fue la colección de teatros de títeres de las décadas de 1910 y 1930, que incluía títeres y títeres de dedos de los artistas de Moscú Efimov, así como títeres del teatro de San Petersburgo bajo la dirección de E. Demmeni. También se contó con materiales sobre las actividades de los teatros infantiles en el sistema Gulag, como bocetos, muñecos, cartas y memorias. En 2003, el Museo de Teatros para Niños se cerró y sus exhibiciones se transfirieron al Museo del Teatro Central Estatal A. A. Bakhrushin. En 2008, con base en los materiales del Museo de Teatros Infantiles, se inauguró el Departamento de Fondos para Teatro Infantil y de Títeres. El fondo del departamento consta de cinco colecciones:
- Materiales decorativos-visuales.
- Ropa conmemorativa.
- Foto-película-fono documentos.
- Fuentes escritas.
- Carteles y programas.[1]